# 4-673-745-01
4-673-745-01 é um carbamato de grau militar. É um agente neurotóxico de quarta geração.